# 阿敏塔斯墓

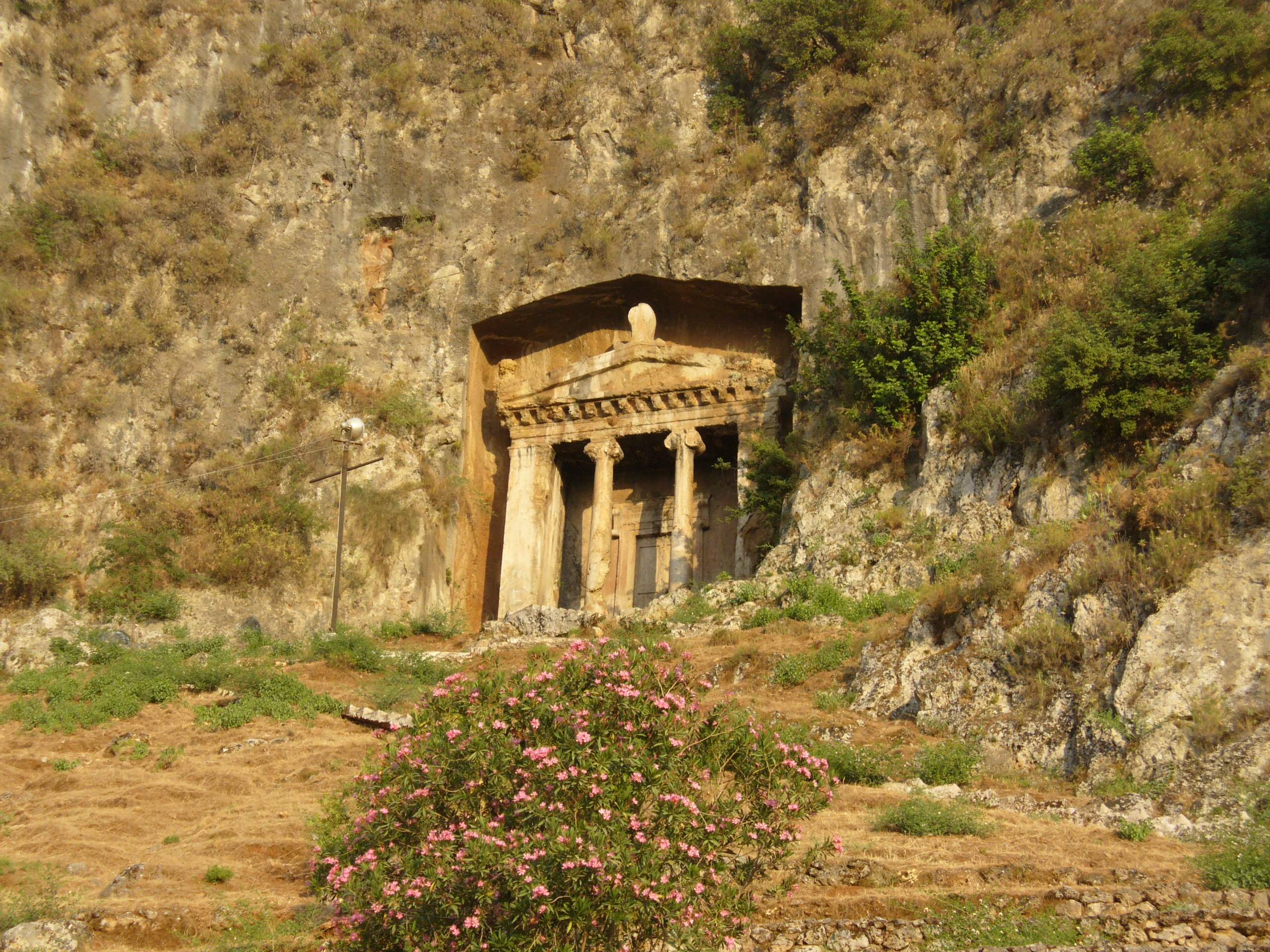
费特希耶阿敏塔斯墓

阿敏塔斯墓是一座古希腊岩石墓，位于土耳其爱琴海地区穆拉省费特希耶。

## 历史
现代费特希耶位于古希腊城市泰尔梅索斯的遗址上，阿敏塔斯墓位于城市南侧的山脚下。这座令人印象深刻的陵墓建于公元前350年，以其侧面的希腊文“Amyntou tou Ermagiou”命名，意为“阿敏塔斯，赫尔马吉奥斯之子”。
陵墓由当时居住在土耳其这一地区的吕基亚人建造。吕基亚人并不是某个特定国家的国民，而是一个由独立城邦组成的紧密联盟，其中包括泰尔梅索斯。 
与该地区其他许多山间陵墓相比，阿敏塔斯墓的内部非常宽敞。

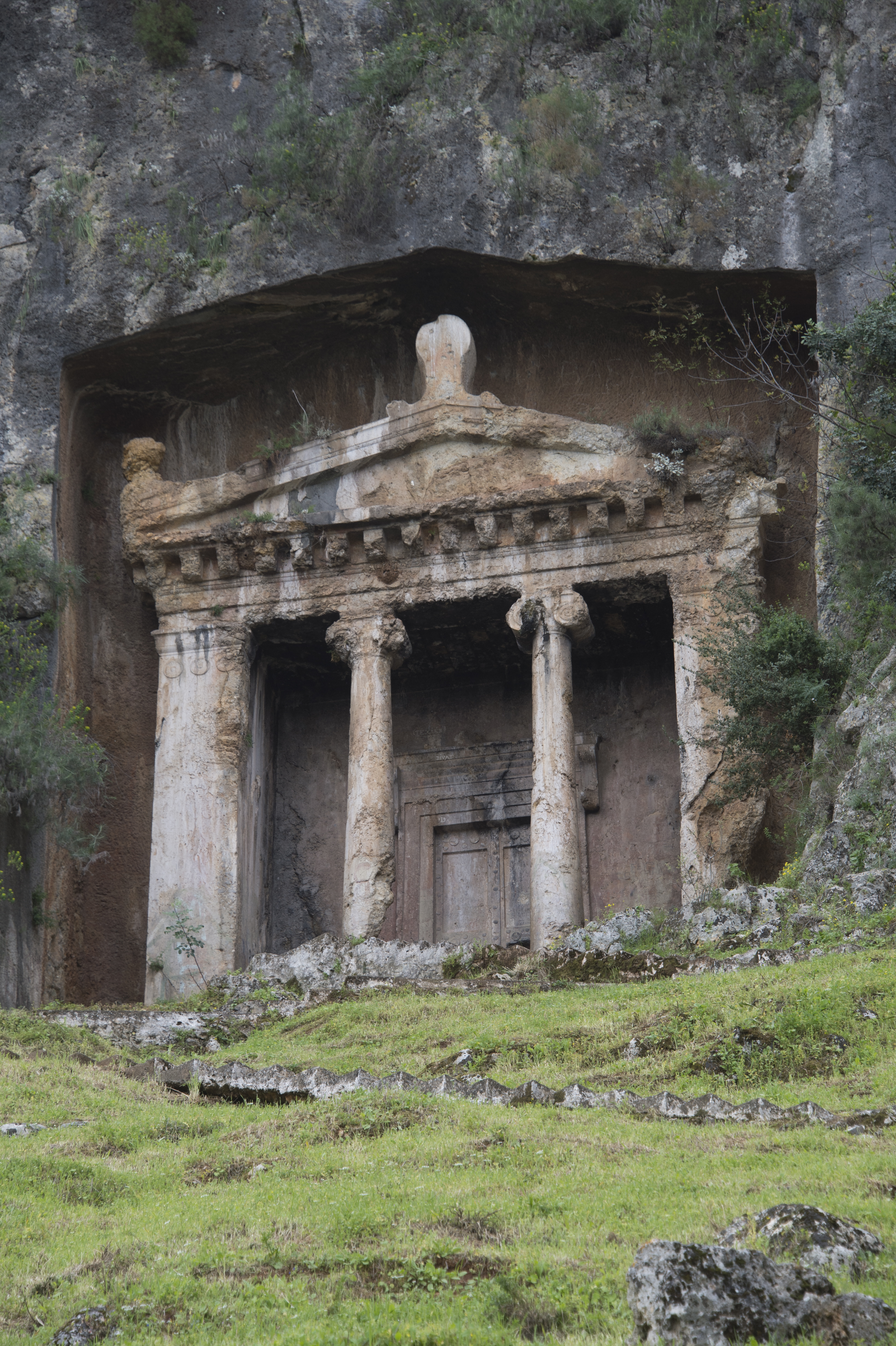
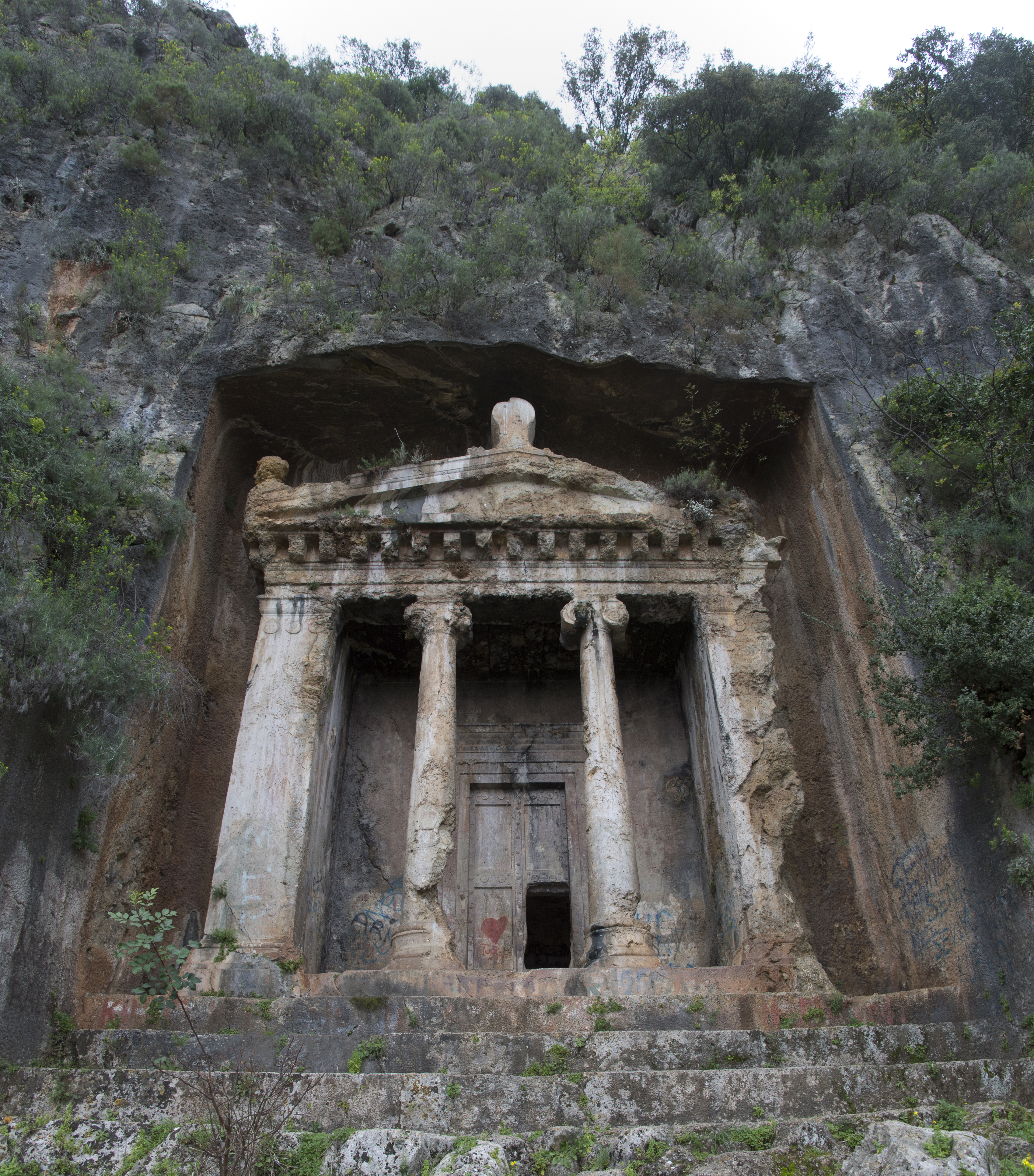
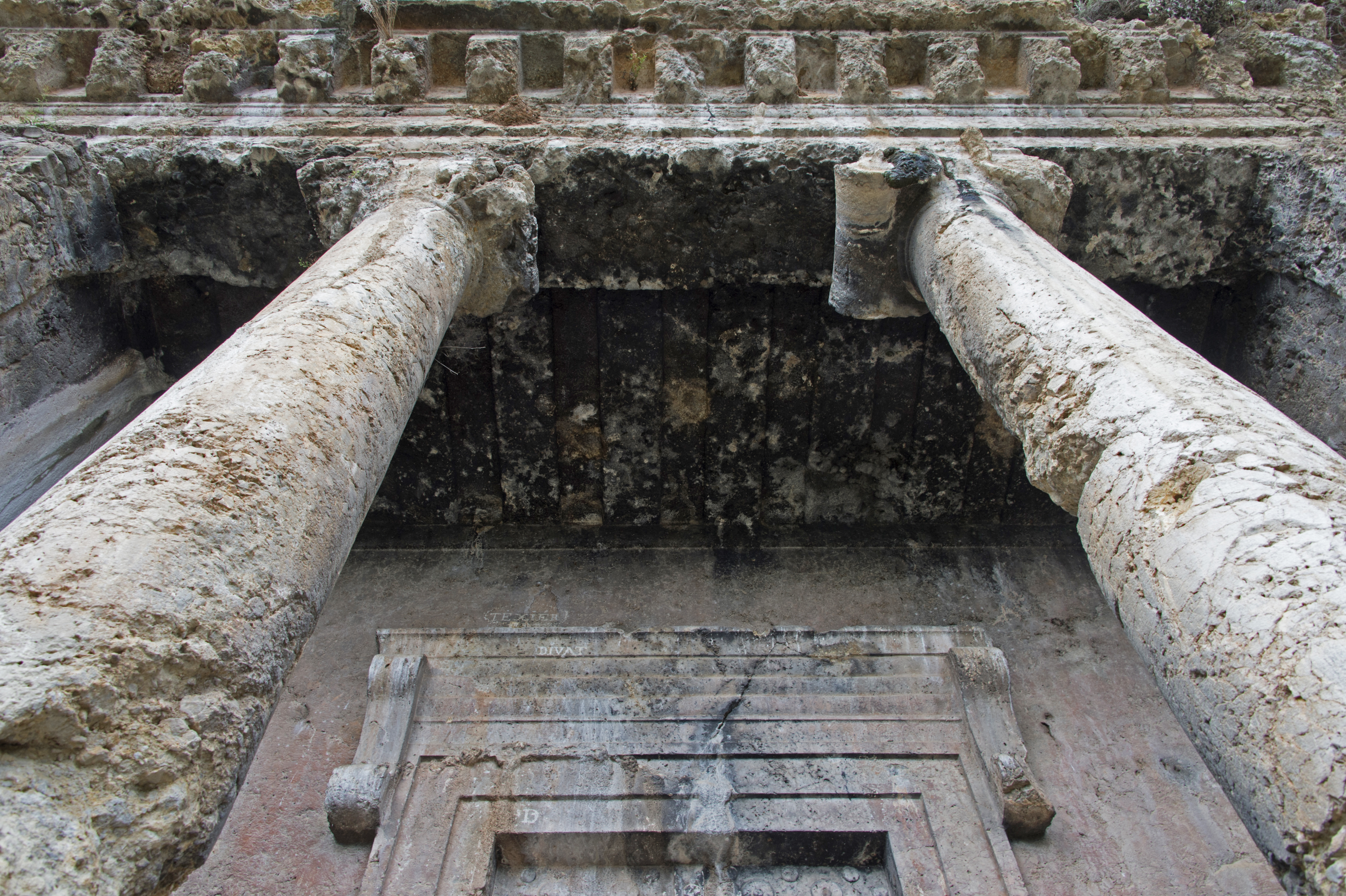
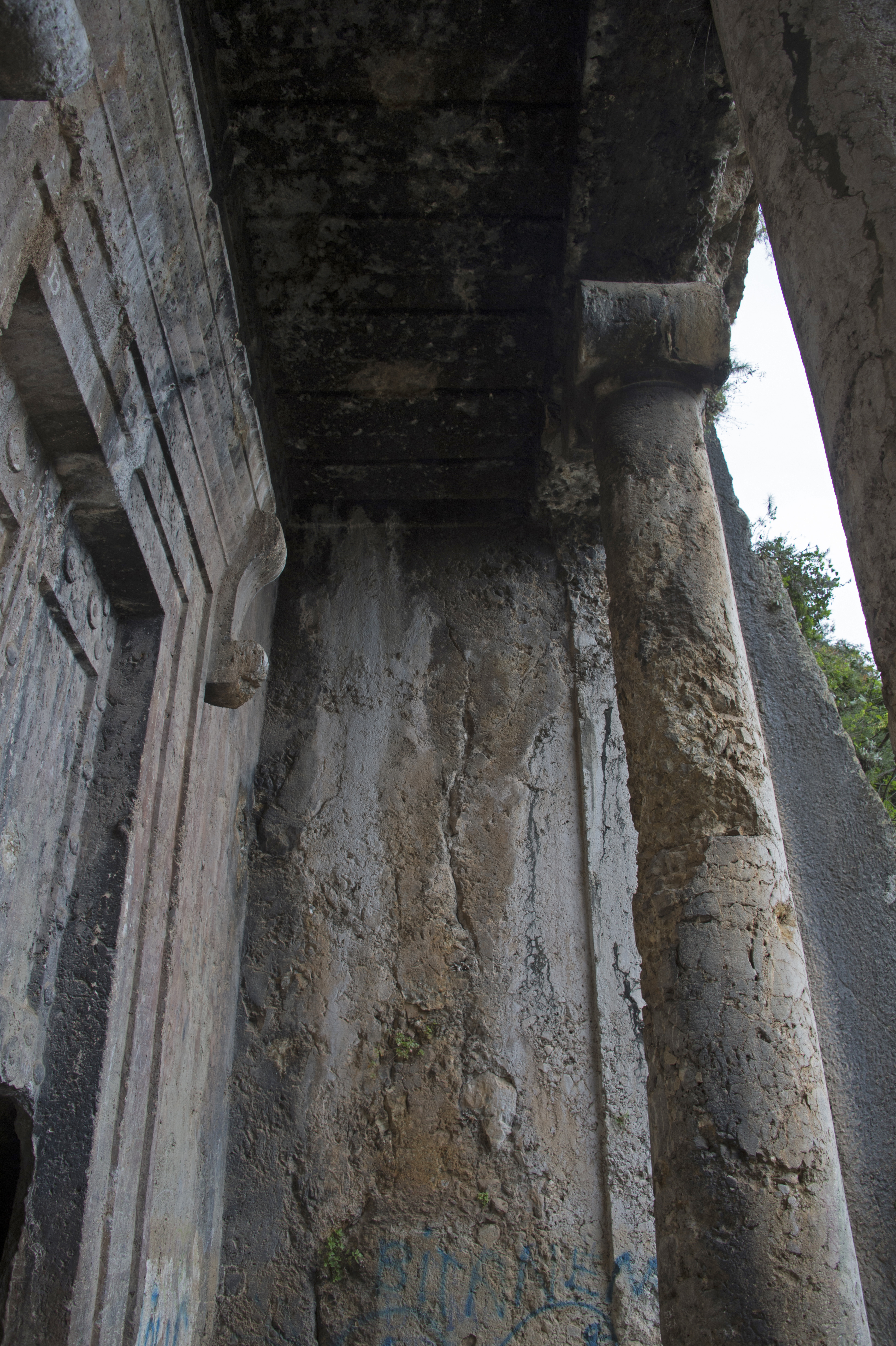
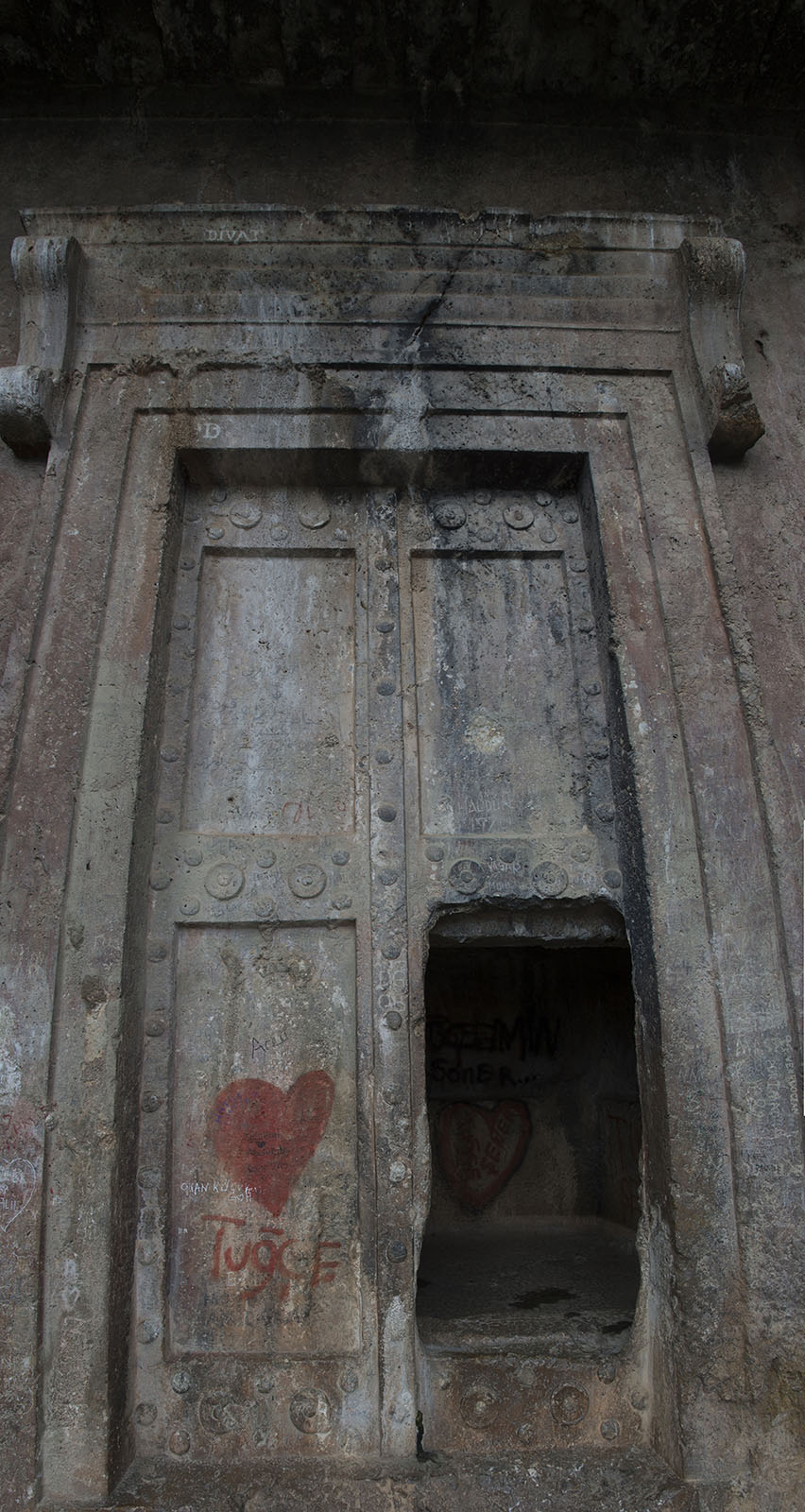
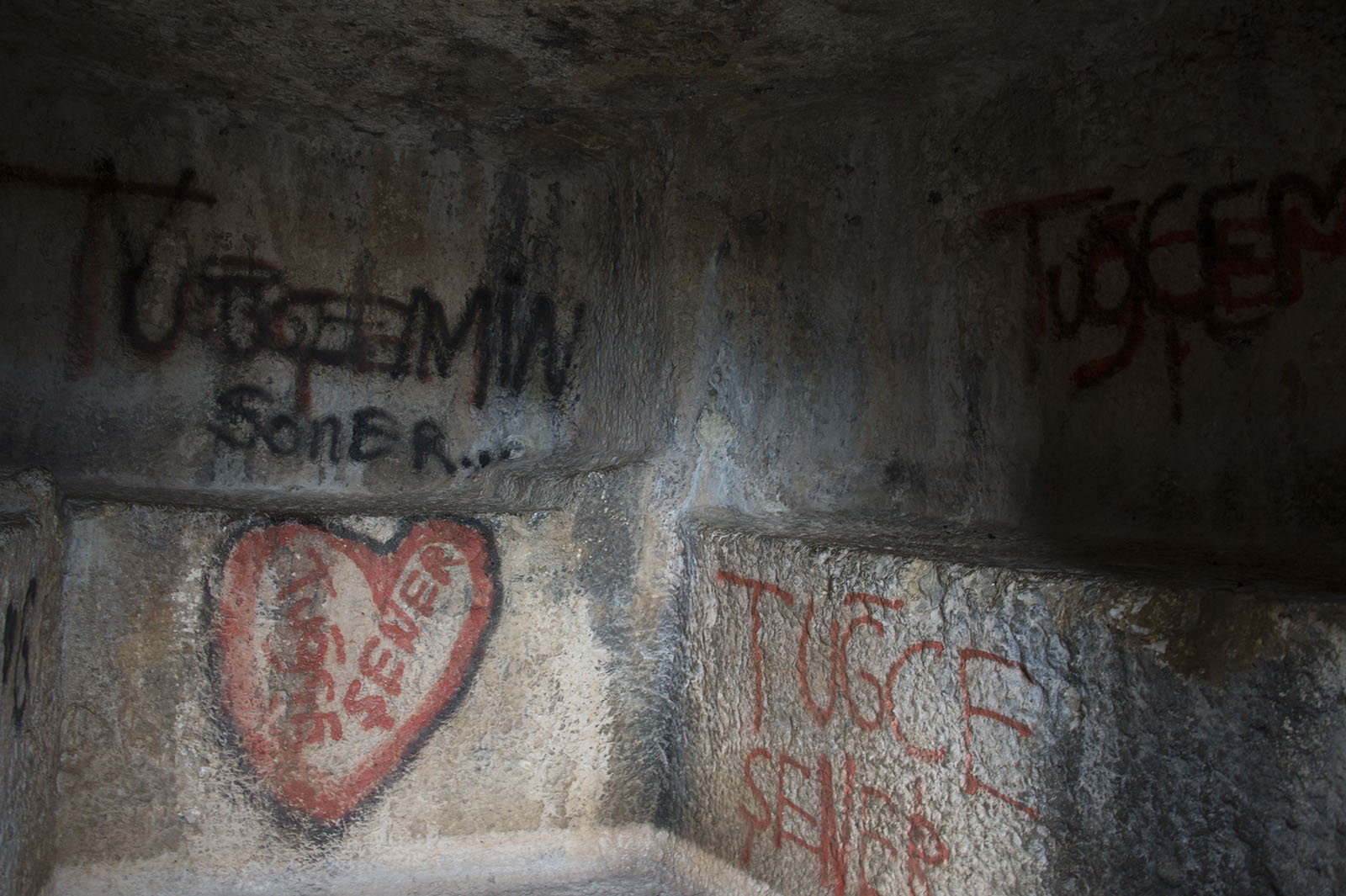